# Студія "Ігролад"

Ігролад — українська студія розробки ігор. Основний напрям діяльності — створення авторських настільних ігор на освітню, історичну та соціально важливу тематику та ігрофікація освіти і бізнесу. Студія заснована ветеранами російсько-української війни.

## Історія
Фактична діяльність студії «Ігролад» розпочалася у 2013 році, коли команда займалася ігрофікацією для бізнесу, розробкою коміксів, освітніх, історичних та розважальних настільних ігор. Деякі з ігор, створених до офіційного заснування ТМ «Ігролад», зокрема «Галичина 1918–1919», вийшли під брендом EDUGAMES.

У 2024 році команда офіційно зареєструвала бренд «Ігролад» як окрему творчу одиницю.
Одним з співзасновників став Мочурад Андрій Богданович — український громадський діяч, журналіст, учасник російсько-української війни.
Ще одним співзасновником був ветеран Денис Карабань, який загинув у 2024 році.

## Місія та вплив
Однією з місій студії «Ігролад» є створення ігор, які сприяють осмисленню української історії, культури, ідентичності та сучасних викликів.

## Ігри
- Галичина 1918–1919 — настільна стратегічна та історична гра, створена до 100-річчя утворення ЗУНР.[6] В основу гри покладено події українсько-польської війни. Один із авторів, Андрій Мочурад, під час розробки вивчив понад 20 історичних джерел і мемуарів, а також консультувався з істориками, які досліджують цей період.[7] Гравці мають шукати логічні зв’язки між подіями та цілісно бачити історичні процеси.[8] Пройшовши весь етап гри людина дізнається про історичні події в Галичині у  1918-1919 роках та про історичних діячів, зокрема Петра Франка, Дмитра Вітовського, Станіслава Шептицького та інших.[9] У грі використовуються картки що ілюструють та пояснюють історичних 120 подій.

- Сенсо — одна з перших настільних ігор в Україні, адаптованих для людей з порушенням зору, виконана шрифтом Брайля.[1]

- Дроноводи — настільна гра про роль безпілотників у сучасній війні, яку команда студії створювала, спираючись на власний бойовий досвід. Основну механіку гри Андрій Мочурад розробив влітку 2023 року під час участі у бойових діях. Презентація прототипу гри відбулася під час фестивалю настільних ігор Dice Con 2024, де проєкт отримав схвальні оцінки[1]

- LeoCity — настільна освітня гра, створена для ознайомлення учасників з основами підприємництва та питаннями міського розвитку, а також дає розуміння управління людськими ресурсами.[10]

- Гра про права дітей.
- Гра про здорове харчування.